# Marc Gallego
Marc Alexander Gallego Vazquez (* 13. August 1985 in Karlsruhe) ist ein deutscher Fußballspieler. Seit Juli 2019 spielt er bei den Sportfreunden Dorfmerkingen.

## Karriere
Marc Gallego stammt aus der Jugend des Karlsruher SC, wo er 2004 aus der U-19-Abteilung zur zweiten Mannschaft stieß. Dort spielte er bis 2007 in der Regionalliga Süd. In diesem Jahr wechselte innerhalb der Liga zu den Sportfreunden Siegen, wo er eine Saison lang Stammspieler war.
Im Jahr 2008 erfolgte der Wechsel zum ehemaligen Ligakonkurrenten FSV Frankfurt. Am 10. Spieltag der Saison 2008/09 gab Gallego beim 2:2-Unentschieden gegen den FC Augsburg sein Zweitligadebüt, im Verlauf der Saison kam er nur zu einem weiteren Spiel in der ersten Mannschaft. Auch in der Hinrunde der Spielzeit 2009/10 gehörte Gallego nicht zur ersten Garnitur des Zweitligisten, erst in der Rückrunde kam er zu weiteren Einsätzen. Bei einem Vorbereitungsspiel zur Saison 2010/11 zog sich Gallego Ende Juli einen Außenbandriss zu, so dass er zum Rundenbeginn fehlte. Am 5. Spieltag wurde er von Trainer Hans-Jürgen Boysen zwar erstmals wieder in der 2. Bundesliga eingesetzt, kam aber im weiteren Verlauf der Runde meist nur in der U-23-Mannschaft des FSV in der Regionalliga Süd zum Einsatz. Auch in der folgenden Spielzeit 2011/12 gehörte Gallego überwiegend der Regionalligareserve des FSV an, für die er auf 26 Einsätze und sieben Tore kam.
Ab dem 17. September 2012 spielte er für den SV Waldhof Mannheim in der Regionalliga Südwest. Dort konnte er sich als Stammkraft etablieren und kam in zehn Spielen auf vier Tore. Zur Rückrunde der Liga wechselte Gallego durch eine Klausel innerhalb seines Vertrags zum Ligakonkurrenten SV Elversberg, mit dem er in die 3. Liga aufstieg.
In der 3. Liga kam Gallego jedoch weniger zum Zug und lief nur in 10 Spielen für Elversberg auf. Dabei wurde er häufig spät eingewechselt. In der Winterpause trennte sich der Verein von Gallego und er wechselte zurück in die Regionalliga zu seinem vorherigen Verein Waldhof Mannheim. Im Sommer 2014 wechselte er zum FC 08 Homburg, mit dem er nach drei Jahren in der Regionalliga Südwest 2017 in die Oberliga abstieg. In der Saison 2017/18 schaffte man als Meister den direkten Wiederaufstieg. Danach wechselte Gallego zum TSV Essingen in die Verbandsliga Württemberg. Doch schon ein Jahr später ging er weiter zu den Sportfreunden Dorfmerkingen in die Oberliga Baden-Württemberg.